# Vassili Litkin
Vassili Litkin o Illà Vaix (rus Василий Ильич Лыткин, Vassili Ilitx Litkin, komi Илля Вась [iˈʎːa ˈvaɕ], Il'l'a Vaś) (1895-1981) fou un lingüista, poeta, traductor i crític literari komi.
Va néixer al poble de Tentiúkov, ara part de Siktivkar. Va estudiar a l'escola municipal de Siktivkar i al seminari de mestres de Totma, a l'actual óblast de Vólogda. Després de graduar-se va ser mobilitzat. Va participar primer a la Primera Guerra Mundial i després a la Guerra Civil.
El 1925 es va llicenciar a la Universitat de Moscou, on va completar els seus estudis de doctorat. Entre 1926 i 1928 va ser enviat a un viatge d'estudis per Finlàndia, Hongria i Alemanya. El 1927 va obtenir el títol de doctor en filosofia per la Universitat de Budapest. De tornada, va ser acusat de manera pública i repetida de tenir connexions amb «feixistes finlandesos». Entre 1930 i 1933 va treballar a la Universitat Estatal de Moscou i va ser un dels primers professors de l'Institut Pedagògic de Komi, inaugurat el 1932. Aquest era el temps de la política de nativització, en què el komi, com altres llengües de l'URSS, passaven d'un ús escrit incipient a esdevenir una llengua de l'administració, de la justícia i de l'ensenyament. Durant aquest període Litkin va ser un ferm partidari d'introduir neologismes i dialectalismes en la llengua estàndard, en un temps en què les transformacions de la societat i els canvis radicals en les funcions del komi obligaven a la introducció de molts nous termes.
En paral·lel als seus estudis de lingüística, també va dedicar-se a la literatura en komi. El 1918 va publicar els seus primers poemes. Va escriure nombrosos poemes revolucionaris relats sobre la Guerra Civil, poemes satírics contra la part komifòbica de la intel·lectualitat, contes de fades en vers, poemes per a infants i altres. També va traduir al komi obres de diversos autors, entre ells Puixkin, Maiakovski i Petőfi. El 1926 va treure un volum, en rus, sobre la literatura komi, cosa que fa d'ell un dels iniciadors de la crítica literària komi. El 1927 va acabar la seva obra més important: el poema Munöny («Ja venen»), dedicat als herois de la Guerra Civil al país komi. El 1929 va sortir el seu primer aplec de poemes.
El 15 de gener de 1933 va ser detingut en relació amb l'anomenat «cas de la Unió per a l'Alliberament de les Nacionalitats Fineses», un muntatge del Directori Polític de l'Estat contra les principals figures culturals dels pobles finoúgrics de l'URSS. El 9 de juliol es llegí la sentència i Litkin va ser condemnat a cinc anys de treballs forçats, reduïts a tres anys, que va complir al krai de Khabàrovsk.
Després de sortir en llibertat i fins al 1938, va ser obligat a treballar pel sistema de camps de treball penitenciari de l'Extrem Orient (conegut com a Dallag) com a economista. A partir de 1939, se'l permeté de viure a Orenburg, on obtingué un segon doctorat («doktor nauk») en filologia amb una tesi sobre l'«antiga llengua pèrmica i gramàtica històrica». Després i durant deu anys, va ser el cap de la càtedra de llengua russa de la Universitat Pedagògica de Riazan. Tanmateix, tenia prohibit viure a les grans ciutats i visitar la República de Komi.
El 1956 fou «rehabilitat» i el 1959 va poder traslladar-se a Moscou on va treballar en el Departament de Llengües Finoúgriques de l'Institut de Lingüística de l'Acadèmia de Ciències de l'URSS. Malgrat això, quan el 1960 arribava a Siktivkar a una conferència sobre reformar l'ortografia komi, agents locals del KGB li van impedir abandonar l'avió i van enviar-lo de tornada a Moscou. Entre 1961 i 1971, quan es va jubilar, va dirigir el departament de llengües finoúgriques. Va esdevenir membre de la Unió d'Escriptors de l'URSS el 1958. El 1969 va ser nomenat acadèmic de l'Acadèmia de Ciències de Finlàndia.

## Obra acadèmica
Fou un especialista en llengües pèrmiques. Autor d'onze monografies, entre elles Esbós de fonètica de la llengua komi (1926), Antiga llengua pèrmica: lectura de textos, gramàtica, diccionari (1952), Crestomatia dialectològica sobre les llengües pèrmiques. Amb una visió general dels dialectes i un diccionari dialectològic (1955), Gramàtica històrica de la llengua komi (1957) i Vocalisme històric de les llengües pèrmiques (1964). És també l'autor d'un diccionari komi-rus (1961) i d'un Concís diccionari etimològic del komi (1970)
- Лыткин В. И. Коми писатели. — М., 1926.
- Лыткин В. И. Очерк фонетики коми языка. — М., 1929.
- Лыткин В. И. Древнепермский язык: чтение текстов, грамматика, словарь. — М.: Изд-во АН СССР, 1952. — 176 с.
- Лыткин В. И. Диалектологическая хрестоматия по пермским языкам. С обзором диалектов и диалектологическим словарем. Часть I. — М.: Изд-во АН СССР, 1955. — 128 с.
- Лыткин В. И. Историческая грамматика коми языка. Ч. 1. — Сыктывкар, 1957.
- Лыткин В. И. Коми-язьвинский диалект. — М.: Изд-во АН СССР, 1961. — 228 с.
- Коми-русский словарь. / Под ред. В. И. Лыткина. — М.: Государственное издательство иностранных и национальных словарей, 1961. — 924 с.
- Лыткин В. И. Исторический вокализм пермских языков. — М.: Наука, 1964. — 270 с.
- Лыткин В. И. Коми-зырянский язык. // Языки народов СССР. Т. 3. Финно-угорские и самодийские языки. — М., 1966.
- Лыткин В. И., Гуляев Е. С. Краткий этимологический словарь коми языка: в 2 ч. / Под ред. В. И. Лыткина. — М.: Наука, 1970. — 355 с.

## Obra literària
- Лыткин В. И. Кывбуръяс. — Сыктывкар, 1929.
- Лыткин В. И. Шонді петігöн. — Сыктывкар: Коми небӧг лэдзанін, 1959. — 144 с.